# Lands' End
Lands' End es una empresa estadounidense de comercio con sede en Dodgeville, Wisconsin, que se especializa en ropa informal, decoración y equipamiento para el hogar. La mayoría de los negocios de Lands' End se realizan mediante venta por correspondencia e Internet, aunque la compañía también posee más de una docena de tiendas físicas, principalmente en el Medio Oeste estadounidense, junto con tiendas en el Reino Unido, Alemania y Japón.
Su catálogo impreso inició su publicación en 1963, y actualmente se distribuye gratuitamente a todo el mundo. Lands' End también es famoso por su política de devoluciones, que permite retornos o cambios en cualquier momento y por cualquier razón.

## Historia
Lands' End comenzó como una empresa de venta de equipamientos para embarcaciones de recreo en 1963 en Chicago. El negocio tuvo tanto éxito que se expandió hacia la venta de vestuario en general y equipamiento para el hogar y se trasladó a Wisconsin. El nombre original de la tienda iba a ser Land's End, pero el apóstrofo fue colocado un espacio más adelante, generando un error que el fundador (Gary Comer) no pudo cambiar a tiempo, dado que los materiales promocionales ya habían sido impresos.
En 2002, Sears compró la empresa por 1900 millones de dólares. Además de operar su sección de venta por correspondencia y por Internet, junto a la cadena de tiendas de Lands' End, Sears actualmente ofrece la línea de vestuario de Lands' End en sus propias tiendas departamentales.